# Alagjaz
Alagjaz – wieś w Armenii, w prowincji Aragacotn. W 2011 roku liczyła 439 mieszkańców.